# A83高速公路
A83高速公路是法国的一条高速公路，位于卢瓦尔河地区和波瓦图-夏朗大区，由ASF运营。A83经过丰特奈 - 勒孔特连接南特和尼奥尔，是Estuaires高速的一部分，全长152.5 km。A83也是欧洲E3公路的一部分。